# شهرستان دروازه (ترکمنستان)
شهرستان دروازه (به ترکمنی: Derweze etraby، دروزه اطرابیٛ) یک شهرستان منحل شده در ترکمنستان است که در استان آخال واقع شده‌است.
تا پیش از سال ۲۰۱۳، این شهرستان، شهرستان روح‌آباد نام داشت. در آن سال، بخشهایی از شهرستان، به همراه مرکز آن، روح‌آباد از استان آخال جدا شده و به شهر عشق‌آباد پیوستند. مابقی این شهرستان، به «دروازه» تغییر نام داد. این شهرستان در نهایت، در سال ۲۰۱۶ منحل شد و اراضی آن به شهرستان گوک‌تپه واگذار شد.